# Segelfluggelände Oberems

i7
i11
i13

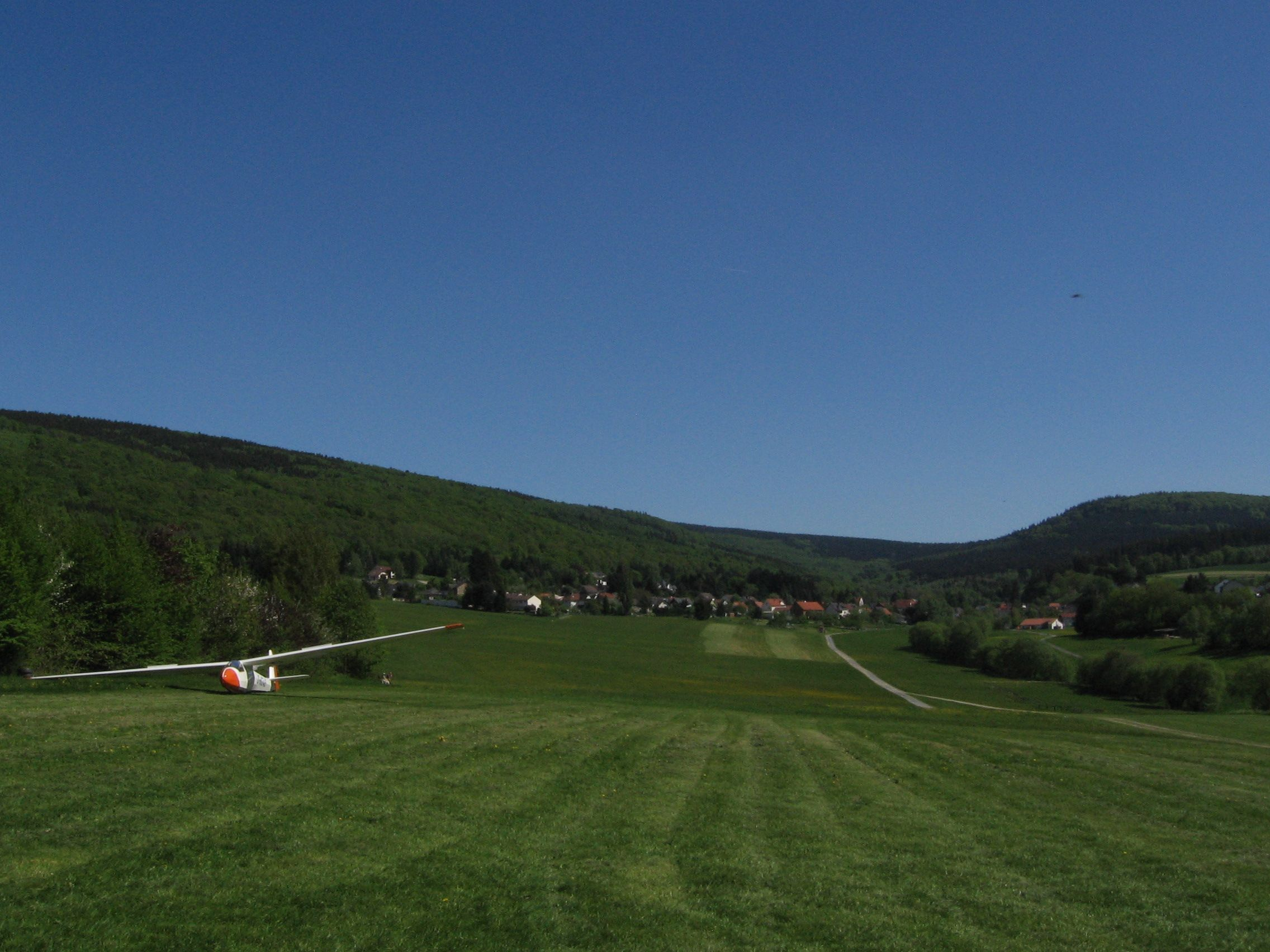
Flugplatz Oberems, Blick nach Südosten

Das Segelfluggelände Oberems ist ein Segelflugplatz am Rande des Ortes Oberems, der zur Gemeinde Glashütten im Hochtaunuskreis gehört. Er wird von der Flugsportgruppe Feldberg/Taunus e. V. betrieben.

## Geographie
Der Platz befindet sich nordwestlich von Oberems unterhalb der Straße nach Wüstems in einem Landschaftsschutzgebiet auf etwa 400 m Höhe. Die Startbahn 14 beginnt in einer Schneise in einem kleinen Waldstück, die Startbahn 32 unmittelbar am Rand von Oberems.
Der für den Verein namensgebende Große Feldberg liegt etwa fünf Kilometer in ostsüdöstlicher Richtung.
Neben Riedelbach und Anspach gehört Oberems zu den wenigen Flugplätzen in Hessen, die unmittelbar von den Einschränkungen des Frankfurter Luftraums C betroffen sind.

## Flugbetrieb
Es wird ausschließlich per Winde gestartet. Während für den Start eine Schleppstrecke von 960 m zur Verfügung steht, erfolgt die Landung auf zwei separaten, etwa 250 m langen Bahnen, die parallel zur Schleppstrecke liegen (Richtung 14/32).
Seit 1968 fliegt die Flugsportgruppe Feldberg/Taunus im Bereich des südlichen Taunus unweit des Großen Feldbergs, dem Namensgeber des Vereins. Der Verein besitzt eine familiäre Struktur und verfügt über knapp 30 Aktive, denen zwei Doppelsitzer – eine ASK 21 für Streckenflug- und Kunstflugschulung / eine ASK13 für die Grundschulung – und drei Einsitzer – eine LS4 für Streckenflug / eine Ka6 CR für den Streckenflugeinstieg / eine K 8 b für die erweiterte Grundschulung sowie Erfahrungsausbau zur Verfügung stehen. Die Flugsaison beginnt – abhängig von der Bodenbeschaffenheit der Start- und Landeflächen – meist Anfang April und endet im Oktober.